# Zvonko Černač
Zvonko Černač (někdy uváděn jako Zvone Černač; * 23. září 1962 Postojna) je slovinský právník a politik.

## Životopis
Narodil se v Postojni, v roce 1986 dokončil Právnickou fakultu Univerzity v Lublani. V roce 1987 nastoupil do Svazu svobodných odborů, kde se věnoval pracovnímu právu. Po první svobodných volbách v roce 1990 zastával funkci ve výkonné radě občiny Postojna. Tuto funkci zastával do roku 1993. V letech 1994 až 1996 pracoval ve společnosti Postojnska jama, turizem, d. d. V letech 1995 až 1995 byl předsedou správní rady Bytového fondu občiny Postojna, v letech 1996 až 1997 byl ředitelem nově vzniklé společnosti Kobilarna Lipica. V letech 1999 až 2004 byl ředitelem Bytového fondu občiny Postojna. V roce 2004 se stal poslancem Státního shromáždění, když nastoupil za ministra Milana Zvera. V letech 2005 až 2011 zastával funkci podžupana občiny Postojna. Poslancem byl zvolen i v roce 2008 a v předčasných volbách v prosinci 2011. Od roku 2009 je místopředsedou Slovinské demokratické strany. V  únoru 2012 se stal ministrem infrastruktury a územního plánování v Janšově druhé vládě.